# 铁甲风暴
《铁甲风暴》是目标软件旗下奥世工作室制作的一款以未来世界为背景的即时战略游戏。遊戲在玩法上的創新，獲得評論員的肯定。同時評論員也批評該作程序錯誤太多，影響遊戲體驗。

## 游戏玩法
《铁甲风暴》採用即時戰略遊戲的玩法，遊戲有三股勢力供玩家扮演，分別是阿多尼亚帝国、火鹰军团和地球联邦防卫部队。故事舞台是架空的未來，人類在「阿多尼亚」行星建立的殖民地。殖民地的總督想脫離地球聯邦獨立，手下怀特上校起兵反抗總督，意欲成立民主政府，而地球聯邦為了鎮壓獨立的阿多尼亚也派出了遠征部隊，三方在阿多尼亚展開了混戰。遊戲中玩家可以控制的戰鬥單位都是機器人，機器人由武器、主體和移動模塊三部分組成，玩家可以自由使用各類部件組建機器人。組裝的部件通過研發獲得，研發方向有武器、動力、運載、測量和裝甲五項。研發和製作機器人需要的資源，可以從居民點獲得。每場戰役地圖上有若干居民點，玩家操控機器人佔領居民點就能獲得資源，居民點也能使用資料提升資源產出。遊戲劇情模式，三方勢力各有20個關卡，資料片《黑色战线》新增20個關卡。遊戲支持多人對戰，對戰人數上限為八人。

## 開發及發行

铁甲风暴游戏截图

哈尔滨工业大学電腦專業畢業的张淳，曾在廣州智冠就職10個月，還曾在美國DTMC公司任職，領導一個開發小組。1995年由於開發小組的專案發展不順，张淳建議投資人將小組搬到中國大陸。同年10月，目標軟件註冊成立，由投資人成立的英国汉文软件公司全資持有。《铁甲风暴》由目標軟件旗下奥世工作室開發，遊戲在立案階段適逢《命令与征服》推出，引起了即時戰略遊戲的潮流。工作室認為這種類型的遊戲具有市場潛力，所以確定了即時戰略遊戲的開發方向。專案用時兩年開發，耗資200萬人民幣。工作室開啟專案時共十三人，五名程序員、五名3D美術，3名2D美術，张淳為工作室負責人兼專案執行製作人，汤仲宁以3D美術身份加入專案，後期升任為策劃兼製作人。
工作室為專案創作了一個虛構的劇本，並使用了當時市場流行的設定，還加入了工作室成員偏好机甲題材內容，專案機器人風格及更換部件的設計受到《前线任务》啟發。即時戰略玩法，參照了《命令与征服》《沙丘II 新王朝》《黑暗王朝》和《絕地風暴》的設計，如戰爭迷霧、地圖編輯器和戰場地圖的渲染方式。人工智能（AI）的設計參考了《横扫千军》，會考慮地形對戰鬥的影響。工作室也力求AI還原人類玩家的思路，礙於技術積累不足，複雜地形的巡路算法到發行時「仍有缺陷」。
美術由黄挺担任主美，工作室先為內容建立3D模型再轉換成2D貼圖，貼圖為16bit真彩，開場動畫和過場動畫由一名3D美工耗時一個月，使用3D Studio和3D Studio Max製作。配樂由梵天負責。1998年3月，工作室發起「試玩版大發送」活動，開創中國大陸遊戲以試玩版收集反饋的先河。在遊戲正式發售前，工作室根據活動中玩家反饋的意見緊急修改了部分內容，反饋的玩家名字也加入到遊戲的製作人員名單中。
遊戲在立案階段就考慮在海外發行。1997年，工作室就帶著遊戲參與6月舉行的电子娱乐展。1998年4月11日，遊戲在中國大陸由电子工业出版社出版发行。同年5月推出海外版。8月，工作室在中國大陸推出资料片《铁甲风暴：黑色战线》，該版本修復了多個程序錯誤，新增地圖、關卡、戰鬥單位等內容。台灣由光谱资讯代理發行，於1998年10月7日推出。

## 反響及評價
遊戲發售不足一個月，登上《大众软件》1998年5月GAME龙虎榜第29名，同期發售的《星際爭霸》名列39名。到1998年9月GAME龙虎榜，遊戲登上第4名，是《大众软件》創刊以來，首款進入榜單前四的中國大陸開發遊戲。遊戲销量超過30万份。《电脑报》評論員肯定遊戲的整體表現比同類遊戲《生死之间》和《絕地風暴》好。《家用电脑与游戏》編輯兔子認同該作在玩法方面的創新，同時遺憾該作的科幻主題與同類作品類似，沒有更進一步。
《家用电脑与游戏》和《电脑报》都指出該作的程序錯誤很多，影響遊戲體驗。怪客批評該作的内存管理不足，導致有嚴重的程序錯誤，他使用32M也會遇到内存不足強制退出遊戲。玩法方面，《家用电脑与游戏》評論員Chance對遊戲的評分為86/100，他稱讚玩家可以設計戰鬥單位的玩法新穎，但是也有明顯的缺點，在戰鬥後期，戰況多變，玩家通常沒有時間因應手上資源去重新設計戰鬥單位。遊戲的操作快捷键與《命令与征服》一樣，方便了喜歡即時戰略遊戲的玩家能快速上手。
美術獲得《电脑报》和《微电脑世界》正面的評價，《微电脑世界》評論員燕客大讚「游戏的美工在国内堪称一流」，建築和戰鬥單位的細節豐富。AI設計方面，《电脑报》另一個評論員Sunson認為敵人AI性能也高於同類遊戲，燕客表示敵人AI的表現出眾，與電腦的對戰也頗有難度。